# Södra Zanzibar-Inhambanes kustskogsmosaik
Södra Zanzibar-Inhambanes kustskogsmosaik är en ekoregion i Tanzania och Moçambique. Norr om ekoregionen ligger Norra Zanzibar-Inhambanes kustskogsområde. Ekoregionen, som breder ut sig söder om Lukuledifloden i Tanzania nästan hela vägen ner till Limpopoflodens mynning, gynnar områden av skog, savann och kärr. Området är under Madagaskars regnskugga, och får därför vanligtvis mindre regn än Norra Zanzibar-Inhambanes kustliga skogsområde. Ekoregionen är väldigt okänd på grund av det förlängda inbördeskriget i Moçambique och biodiversitetens status i området, speciellt i norra Moçambique, kan man väldigt lite om. Befolkningstätheten i regionen är högre än i regioner inåt land, men den har inga större städer. Befolkningstätheten är mellan 20 och 50 inv/km² över nästan hela regionen. I södra Tanzania och norra Mocambique är befolkningstätheten större på grund av bättre jordbruksklimat.

## Geografi
Ekoregionen sträcker sig 2200 kilometer längs Afrikas östkust, huvudsakligen bestående av fastland mindre än 50 kilometer från Indiska Oceanen, samt några kustnära öar i Moçambique. Den består av många högplatåer och inselberg, samt i söder ofta sanddyner. På högplatåerna förekommer berg upp till 1000 meter höga. Vegetationen består av savann, skogsmark, buskage, kärr och kustliga vegetationer som övergår till mangrove, framförallt i skyddade bukter och floder.
Ekoregionen består av tropiska och subtropiska områden. Nederbörden, som varierar från 800 till 1000 millimeter per år, beror på monsunvindarna. Genomsnittstemperaturen är som max 27-30° C i norr och 24° C i söder och som minst 15-18° C över hela regionen.

## Flora och fauna
Det finns många endemiska arter i regionen. I områdets skogar finns inte så många arter, i motsats till dess savanner och våtmarker.

### Endemism
Lindi och Rondoplatån har stora mängder endemiska arter, både djur och växter, likaså i Bazarrutoarkipelagen. Det finns även några endemiska arter i skogarna. Nya reptiler och växter har påträffats under senare år. Den enda kända endemiska fågelarten, underarter ej räknat, i regionen är Batis reichenowi, vilken några taxonomer inte räknar som en egen art. Sheppardia gunningi och Zoothera guttata är arter som även finns på några andra ställen, men ytterst få. Det finns några endemiska reptiler, men bara en amfibie, Mertensophryne loveridgei. Hittills har man hittat 18 endemiska reptiler i regionen. Det enda endemiska däggdjuret är Paraxerus vincenti, en ekorre som är endemisk för Mount Namuli i Moçambique.

## Nuvarande status
Ekoregionens status räknas som starkt hotad, på grund av nedhuggning, inget skydd, samt ersättning av andra träd. Dock regenereras skogen på ett antal ställen tack vare sämre infrastruktur. Idag vet man att det finns runt 1 000 km² skog kvar, ofta i små fläckar. Man känner dock inte till situationen i Moçambique. Hot mot ekoregionen innefattar bland annat kommersiellt skogsbruk i de nyligen tillgängliga skogarna i Moçambique, gropsågning av värdefullt timmer i Tanzania samt skogsrensning till förmån för jordbruk. I många fall är hotens allvar relativt okända, då områdena ligger avlägset och den tillgängliga informationen är begränsad.